# Skeleton Crew
Skeleton Crew (1985) es la segunda antología de cuentos publicada por Stephen King. La primera colección, El umbral de la noche, fue publicada siete años antes, en 1978, mientras que Las cuatro estaciones, una colección de cuatro novelas, fue publicada entre ambas, en 1982. Skeleton Crew se publicó originalmente con encuadernación de tapas duras por Putnam (512 páginas). La misma ha sido reimpresa varias veces desde entonces, en ambos formatos, encuadernada y en rústica. En 1986, Scream Press publicó una edición limitada de mil copias con ilustraciones de J.K. Potter. 
En español, la antología se publicó en cuatro libros distintos: La niebla (Grijalbo, 1986), La expedición (Grijalbo, 1987), Historias fantásticas (Plaza & Janés, 1987) y Dos historias para no dormir (Debolsillo, 2004). Años más tarde, la editorial Grijalbo anunció la publicación de todos los cuentos en un único libro, pero el proyecto no pudo concretarse debido a que Plaza & Janés aún conserva los derechos de publicación de varios cuentos. 
En diciembre de 2014 se publicó en formato de Debolsillo la primera edición ampliada en México de La expedición, la cual incluye los cuentos La balsa y Nona, publicados originalmente en Dos historias para no dormir.

## Reseña
La colección incluye veintidós trabajos: diecinueve cuentos cortos, una novela corta (La niebla) y dos poemas (Paranoia: un canto y Para Owen). 
Además de la introducción, en la que King se dirige directamente a sus lectores en su característico estilo coloquial, Skeleton Crew contiene una sección titulada "Notas" a manera de epílogo, dentro de la cual King discute el origen de varias historias de la colección.
Las historias son recolectadas de antologías de ciencia ficción y horror (Dark Forces, Shadows, Terrors y New Terrors), publicaciones en revistas del género (The Twilight Zone Magazine, Ellery Queen's Mystery Magazine, Startling Mystery Stories, Weirdbook y The Magazine of Fantasy & Science Fiction) y revistas populares (Redbook, Gallery, Yankee y Playboy).
Aunque fueron publicadas en 1985, las historias reunidas en Skeleton Crew abarcan diecisiete años, desde La imagen de la muerte (la segunda venta profesional de King, cuando sólo tenía dieciocho años de edad) hasta La balada del proyectil flexible, que fue completada en 1983.
Skeleton Crew muestra a King como un escritor maduro desde el punto de vista de la crítica, con mayor amplitud y profundidad que en sus trabajos breves previos.
La colección también se caracteriza por presentar algunos trabajos más personales, incluidos Para Owen, el poema que escribió para su hijo, y Abuela, un cuento de horror narrado desde la perspectiva de un muchacho de once años que parece aludir a los propios horrores de King cuando vivía con su abuela inválida.
Refiriéndose a una de las historias en la colección, King señaló: «Dentro de lo que concierne a los cuentos cortos, me gustan más los espantosos. Sin embargo, la historia Superviviente llega un poquito demasiado lejos, incluso para mí».

## Historias
| Título                                          | Título original                                        | Publicado inicialmente en                                 |
| ----------------------------------------------- | ------------------------------------------------------ | --------------------------------------------------------- |
| La niebla                                       | The Mist                                               | Antología Dark Forces (1980)                              |
| Hay tigres                                      | Here There Be Tygers                                   | Ubris (primavera de 1968)                                 |
| El mono                                         | The Monkey                                             | Gallery (noviembre de 1980)                               |
| Apareció Cain                                   | Cain Rose Up                                           | Ubris (primavera de 1968)                                 |
| El atajo de la señora Todd                      | Mrs. Todd's Shortcut                                   | Redbook (mayo de 1984)                                    |
| La expedición                                   | The Jaunt                                              | The Twilight Zone Magazine (junio de 1981)                |
| Zarabanda nupcial                               | The Wedding Gig                                        | Ellery Queen's Mystery Magazine (diciembre de 1980)       |
| Paranoia: un canto (poema)                      | Paranoid: A Chant                                      | No publicado previamente                                  |
| La balsa                                        | The Raft                                               | Gallery (noviembre de 1982)                               |
| El procesador de palabras de los dioses         | Word Processor of the Gods                             | Playboy (enero de 1983)                                   |
| El hombre que no quería estrechar manos         | The Man Who Would Not Shake Hands                      | Antología Shadows 4 (1981)                                |
| La playa                                        | Beachworld                                             | Weird Tales (otoño de 1984)                               |
| La imagen de la muerte                          | The Reaper's Image                                     | Startling Mystery Stories (primavera de 1969)             |
| Nona                                            | Nona                                                   | Antología Shadows (1978)                                  |
| Para Owen (poema)                               | For Owen                                               | No publicada previamente                                  |
| Superviviente                                   | Survivor Type                                          | Antología Terrors (1982)                                  |
| El camión del tío Otto                          | Uncle Otto's Truck                                     | Yankee (octubre de 1983)                                  |
| Reparto matutino (El lechero, 1)                | Morning Deliveries (Milkman No. 1)                     | No publicada previamente                                  |
| Ruedas: Un cuento de lavandería (El lechero, 2) | Big Wheels: A Tale of The Laundry Game (Milkman No. 2) | Antología New Terrors (1980)                              |
| Abuela                                          | Gramma                                                 | Weirdbook (primavera de 1984)                             |
| La balada del proyectil flexible                | The Ballad of the Flexible Bullet                      | The Magazine of Fantasy & Science Fiction (junio de 1984) |
| El brazo                                        | The Reach                                              | Yankee (noviembre de 1981)                                |

## Distribución en las ediciones en español
| #  | Título                                          | La niebla | La expedición | Historias fantásticas | Dos historias para no dormir |
| -- | ----------------------------------------------- | --------- | ------------- | --------------------- | ---------------------------- |
| 1  | "La niebla"                                     | x         |               |                       |                              |
| 2  | "Hay tigres"                                    |           |               | x                     |                              |
| 3  | "El mono"                                       | x         |               |                       |                              |
| 4  | "Apareció Cain"                                 |           |               | x                     |                              |
| 5  | "El atajo de la señora Todd"                    | x         |               |                       |                              |
| 6  | "La expedición"                                 |           | x             |                       |                              |
| 7  | "Zarabanda Nupcial"                             |           |               | x                     |                              |
| 8  | "Paranoia: Un canto" (poema)                    |           |               | x                     |                              |
| 9  | "La balsa"                                      |           |               |                       | x                            |
| 10 | "El procesador de palabras de los dioses"       |           |               | x                     |                              |
| 11 | "El hombre que no quería estrechar manos"       |           |               | x                     |                              |
| 12 | "La playa"                                      |           |               | x                     |                              |
| 13 | "La imagen de la muerte"                        |           |               | x                     |                              |
| 14 | "Nona"                                          |           |               |                       | x                            |
| 15 | "Para Owen" (poema)                             |           |               | x                     |                              |
| 16 | "Superviviente"                                 |           | x             |                       |                              |
| 17 | "El camión del tío Otto"                        |           |               | x                     |                              |
| 18 | "Reparto matutino, El lechero 1"                |           |               | x                     |                              |
| 19 | "Ruedas: Un cuento de lavandería, El lechero 2" |           |               | x                     |                              |
| 20 | "Abuela"                                        |           | x             |                       |                              |
| 21 | "La balada del proyectil flexible"              |           | x             |                       |                              |
| 22 | "El brazo"                                      |           |               | x                     |                              |

## Adaptaciones

### Cine y televisión
- La balsa fue adaptado como un segmento de Creepshow 2 (1987), una película de antología de New World Pictures con guion de George A. Romero y dirección de Michael Gornick.
- El procesador de texto de los dioses  (Laurel TV, 1984, dirigido por Michael Gornick, con guion de Michael McDowell) fue un episodio de 22 minutos de Tales from the darkside.
- Abuela (CBS/MGM-UA, 1986, dirigido por Bradford May) fue un episodio de 21 minutos de The Twilight Zone escrito por Harlan Ellison.
- La niebla (The Weinstein Company, 2007, escrita y dirigida por Frank Darabont) fue adaptada para la película homónima estrenada el 21 de noviembre de 2007.
- Abuela, dirigido por Peter Cornwell con el guion de Matt Greenberg en el 2014 para Universal Pictures con el nombre de Mercy, lanzada directamente para DVD.
- El mono, (Neon, 2025, dirigida por Osgood Perkins) fue adaptado para la película homónima, estrenada el 20 y 21 de febrero de 2025.

### Adaptaciones "Dollar Baby"
Las siguientes historias han sido adaptadas como cortometrajes Dollar Baby:
- Hay tigres (1988) por Guy Maddin.
- Paranoid (también conocida como Stephen King's Paranoid) (2000) por Jay Holben.[10]
- Hay tigres (2003) por James Cochrane.
- La expedición (2007) por Todd Gorman.

### Adaptaciones en otros medios
La niebla fue adaptada por Mindscape Software como videojuego a base de texto para PC. En 1986, ZBS Productions adaptó la totalidad de la misma obra como un audiotexto de 90 minutos, en "sonido 3-D", lanzado por Simon & Schuster, Inc.